# Sapintus mollis
Sapintus mollis es una especie de coleóptero de la familia Anthicidae.

## Distribución geográfica
Habita en América.